# Leave This Town: The B-Sides
Leave This Town: The B-Sides è l'unico EP del gruppo musicale statunitense Daughtry, pubblicato il 15 marzo 2010 in copia digitale  e il 10 maggio 2011 in copia fisica con una traccia aggiuntiva. 

## Tracce
Copia digitale
1. Long Way – 4:03
2. One Last Chance – 3:27
3. Get Me Through – 3:44
4. What Have We Become – 3:43
5. On the Inside – 3:24
6. Traffic Light – 3:40

Tracce bonus copia fisica
1. Back Again – 3:38